# Eumorpha strenua
Eumorpha strenua is een vlinder uit de familie van de pijlstaarten (Sphingidae). De wetenschappelijke naam van de soort werd in 1857 gepubliceerd door Édouard Ménétries.